# Herb Ritts
Herb Ritts (n. 13 august 1952, Los Angeles, California – d. 26 decembrie 2002, Los Angeles) a fost un fotograf american. Ritts a lucrat mai ales în domeniul modei. Cele mai multe fotografii ale sale sunt în alb-negru. Una dintre fotografiile sale renumite este "Fred with Tires" (Fred cu anvelope).

## Videografie (ca regizor)
- "Cherish" - Madonna 1989
- Wicked Game - Chris Isaak 1991
- Love Will Never Do Without You - Janet Jackson 1991
- In the Closet - Michael Jackson 1992
- My All - Mariah Carey 2000
- Underneath Your Clothes - Shakira 2001
- Ain't it funny - Jennifer Lopez 2001
- Gone - N Sync 2001
- Don't let me be the last to know - Britney Spears 2001